# Rodrigo Rojas
Rodrigo Rojas (9 april 1988) is een Paraguayaans voetballer die uitkomt voor Beerschot AC.
Op 5 november 2011 maakte hij zijn debuut in de Belgische hoogste klasse in de thuismatch tegen RAEC Mons.

## Statistieken
| seizoen | club                  | land       | competitie         | wed. | goals |
| ------- | --------------------- | ---------- | ------------------ | ---- | ----- |
| 2006/11 | Club Olimpia Asunción | Paraguay   | Liga Paraguaya     | 57   | 7     |
| 2009/10 | → CA River Plate      | Argentinië | Primera B Nacional | 13   | 0     |
| 2010/11 | → CA River Plate      | Argentinië | Primera B Nacional | 6    | 0     |
| 2011/12 | Club Libertad         | Paraguay   | Liga Paraguaya     | 0    | 0     |
| 2011/12 | → Beerschot AC        | België     | Jupiler Pro League | 5    | 0     |
|         |                       |            | Totaal             | 81   | 7     |